# Palladius (évêque)
Pour les articles homonymes, voir Pallade.
Palladius est le premier évêque chrétien d'Irlande connu.

## Biographie
L'Epitoma Chronicon de Prosper d'Aquitaine mentionne l'envoi de Palladius, ordonné prêtre par le pape Célestin, auprès des Irlandais chrétiens en l'an 431. Il est possible qu'il s'agisse de la même personne que le « diacre Palladius » qui apparaît dans l'entrée pour 429, pressant le même pape Célestin d'envoyer Germain d'Auxerre combattre le pélagianisme en Grande-Bretagne. Si tel est le cas, il pourrait être issu des Palladii, une puissante famille auxerroise de l'époque.

### Irlande
La mission de Palladius n'a guère laissé de traces en Irlande, même si quelques indications archéologiques et onomastiques semblent suggérer qu'il a été principalement actif dans le Leinster, en particulier vers Clonard. Il n'existe pas de récit de ses travaux, que ce soit dans les annales irlandaises ou sur le continent, même si Prosper d'Aquitaine mentionne la conversion de l'île grâce à ses travaux dans un autre de ses écrits, le Liber contra Collatorem. Par la suite, Palladius semble avoir été éclipsé au profit de saint Patrick, auquel est revenu tout le mérite de ses travaux comme seul évangélisateur de l'Irlande. Ainsi, les évêques Secundinus, Auxilius et Iserninius auraient pu être des compagnons de Palladius, plutôt que de Patrick comme le veut la tradition : les deux premiers ont laissé leur nom à des lieux dans le Sud-Est de l'île, alors que l'activité de Patrick s'est concentrée dans le Nord et l'Ouest.
Une tradition du royaume de Leinster voulait que Palladius ait laissé ses livres, ainsi que des reliques de saint Pierre et saint Paul, à Cell Fine, aujourd'hui Kileen Cormac dans le comté de Kildare.

### Écosse
Selon Prosper d'Aquitaine Palladius a été chassé d’Irlande par le roi du Leinster et est arrivé par la suite en Écosse sous le consulat des clarissimes Bassus et Antiochus. La tradition veut qu'il y a desservi la communauté chrétienne pendant vingt ans. Selon Boèce il est mort en 450 à Fordoun, près d'Aberdeen. Une poignée de consécrations anciennes dans le village d'Auchenblae, dans les Mearns, indiquerait son lieu de repos.